# محمد أحمد الجنيد
محمد أحمد الجنيد ( -و25 يوليو 2021)، سياسي و وزير يمني سابق. شغل خلال نشاطه الحكومي الذي استمر لأكثر من 45 عاما حوالي 27 حقيبة وزارية ومنصب رفيع في المجالات الاقتصادية والمالية والتنموية منها نائب رئيس وزراء ووزيراً للزراعة والمالية والكهرباء والتخطيط والخدمة المدنية و محافظا للبنك المركزي اليمني لفترتين ثم عضواً في مجلس الشورى وانتهاءً بمنصب رئيس اللجنة العليا للمناقصات والمزايدات. وبذلك فهو يعتبر أحد أهم بناة الاقتصاد اليمني من بعد ثورة 26 سبتمبر 1962.

## نشأته وتعليمه
وُلِد ونشأ ودرس تعليمه الأولي في أربعينيات القرن الماضي في مدينة الحديدة، ثم انتقل إلى مستعمرة عدن، حيث فيها المرحلتين الإعدادية والثانوية، ثم ابتُعث للدراسة في بريطانيا وحصل على شهادة البكالوريوس في الهندسة المدنية من جامعة لندن عام 1964.

## الوظائف والمناصب التي تولاها[1][2]
- أثناء دراسته في لندن في الخمسينات من القرن الماضي عمل في البعثة الدبلوماسية المسماة المفوضية اليمنية.
- بعد تخرجه من بريطانيا قبل ثورة سبتمبر في شمال اليمن، عاد إلى مستعمرة عدن، وعمل مدرسًا في كلية بلقيس، ثم عاد بعد قيام ثورة سبتمبر ليتم تعيينه مسئول أول عن مشروع جميشة الزراعي في الحديدة، ثم عُين في لجنة النقد، والتي كانت بمثابة بنك مركزي للدولة، قبل تأسيس البنك المركزي اليمني بصنعاء عام 1971.
- مديرًا فنياً في وزارة الأشغال العامة عام 1964، ثم نائبًا للمدير العام.
- عضو الهيئة الإدارية في شركة النفط اليمنية ثم نائبا لرئيس مجلس إدارة الشركة في 1965.
- سكرتيرًا في وزارة الأشغال العامة ثم وكيلاً لوزارة العمل في 1967.
- وزيرًا للأشغال العامة عام 1967، ثم رئيساً لمجلس الإدارة في شركة المخاء الزراعية.
- وزيرًا للزراعة عام 1968 في عهد المجلس الجمهوري برئاسة القاضي عبد الرحمن الإرياني 1967-1994، ثم أعيد تعيينه في ذات المنصب خمس مرات متتالية كان آخرها عام 1971، كما عين بجانب منصبه هذا في إحدى الفترات وزير للخارجية بالوكالة لفترة قصيرة. وكان في ذلك الوقت عمر الحكومات قصيرًا وفي بعض الأحيان لا يتجاوز ثلاثة أشهر نتيجة للأحداث والتطورات في تلك الفترة التي تلت حصار السبعين وتوقف الحرب بين الجمهوريين والملكيين.
- وزيرًا للدولة لشئون التنمية ثم وزيرًا للتنمية و رئيسا للجهاز المركزي للتخطيط عام 1971.
- وزيرًا للخزانة (التسمية القديمة لوزارة المالية) عام 1972.
- وزيرًا للمالية عام 1974 إثر قيام حركة 13 يونيو بقيادة ابراهيم الحمدي، ثم أعيد تعيينه في المنصب نفسه في العام التالي، ثم في عام 1977 بداية عهد الرئيس أحمد الغشمي إثر اغتيال الرئيس الحمدي.
- وزيراً للمالية في بداية عهد علي عبد الله صالح عام 1978 ثم نائبًا لرئيس الوزراء للشؤون المالية والاقتصادية عام 1979، ثم أعيد تعيينه أيضًا في المنصب نفسه في العام الذي يليه.
- وزيرًا للكهرباء والمياه والمجاري عام 1980.
- وزيرًا للتنمية ورئيسًا للجهاز المركزي للتخطيط عام 1983.
- محافظ البنك المركزي اليمني 1985-1990 ثم احتفظ بالمنصب بعد قيام الوحدة اليمنية عام 1990 وظل فيه حتى 1994.
- وزيرًا للمالية في حكومة عبد العزيز عبد الغني عام 1994.
- وزيًرا للخدمة المدنية والإصلاح الإداري في حكومة فرج بن غانم عام 1997، ثم أعيد تعيينه في المنصب نفسه في العام التالي في حكومة عبد الكريم الإرياني 1998-2001.
- عضوًا في مجلس الشورى عام 2001 رئيس اللجنة المالية في المجلس ورئيس اللجنة العليا للمناقصات والمزايدات حتى 2013.
- شارك الفقيد في عدد من المؤتمرات المحلية والدولية والإقليمية، وهو عضو في العديد من اللجان والمنظمات ومجالس الإدارات الحكومية وغير الحكومية.

## الأوسمة
وسام مأرب
وسام الوحدة.

## وفاته
توفي مساء يوم السبت 24 يوليو 2021، في مدينة فالنسيا بمملكة أسبانيا حيث قضى آخر سنين حياته بعد صراع مرير مع المرض متأثرًا بمضاعفات جلطة دماغية أصيب بها في العام 2015 أثناء زيارته لابنته في طوكيو في اليابان.